# RAF Silverstone
RAF Silverstone – brytyjskie lotnisko wojskowe, powstałe w 1943 roku podczas II wojny światowej. Służyło jako baza lotnicza bombowców brytyjskich Royal Air Force. Na lotnisku znajdują się 3 pasy startowe w ich klasycznym trójkątnym układzie stosowanym podczas II wojny światowej. Na lotnisku stacjonowała 17. Jednostka Szkolna RAF (17 OTU RAF), która była częścią 6 Grupy Bombowej RAF (6 Group RAF Bomber Command) w skład której wchodził między innymi polski 301 Dywizjon Bombowy. Po zakończeniu II wojny światowej w budynkach lotniska znajdowały się między innymi chlewnie. Obiekt stał się też miejscem zainteresowania fanów sportów motorowych z Royal Automobile Club, którzy jako pierwsi zorganizowali wyścig (po przekształceniu go w 1948 roku za zgodą brytyjskiego Ministerstwa Lotnictwa w tor wyścigowy), który odbył się w tym samym roku. W oryginalnej wieży kontrolnej mieści się siedziba British Racing Drivers’ Club.